# Águilas Riviera Maya
Águilas Riviera Maya ist ein ehemaliger mexikanischer Fußballverein mit Sitz in Playa del Carmen, Quintana Roo.

## Geschichte
Die Lizenz zur Teilnahmeberechtigung an der zweiten Liga erwarb der im Sommer 2005 neu gegründete Franchise mit der Bezeichnung Águilas (dt. Adler) von den im Vorjahr in der Primera División 'A' vertretenen Huracanes de Colima, die ihrerseits ein Jahr zuvor die Lizenz von Inter Riviera Maya erworben hatten. Somit brachten die Águilas den Zweitligafußball zurück an die Riviera Maya.
Unter der Leitung des mexikanischen Trainers Juan Antonio Luna erzielte die Mannschaft, zu deren bekanntesten Spielern der argentinische Stürmer Luciano Leccese, der Chilene Roberto Cartés, der Kameruner Alain Junior Ollé Ollé und der Mexikaner Moctezuma Serrato gehörten, in der Apertura 2005 vier Siege, sechs Remis und neun Niederlagen, womit sie das Schlechteste aller 20 Teams war.
Nach nur einer Halbsaison wurde der Franchise wieder aus der Liga zurückgezogen und seine Lizenz an den Traditionsverein CD Zacatepec veräußert, dessen Mannschaft die Rückrunde der Saison 2005/06 in der zweiten Liga bestritt.